# Ralph Lewis
Ralph Adolphus Lewis (Filadelfia, 28 marzo 1963) è un ex cestista e allenatore di pallacanestro statunitense, professionista nella NBA.

## Carriera
Venne selezionato dai Boston Celtics al sesto giro del Draft NBA 1985 (139ª scelta assoluta).